# Aortă ascendentă
Aorta ascendentă este o porțiune a aortei care începe în partea superioară a bazei ventriculului stâng, la nivel cu marginea inferioară a celui de-al treilea cartilaj costal din spatele jumătății stângi a sternului.

## Anatomie
Trece oblic în sus, înainte și spre dreapta, în direcția axei inimii, la fel de înaltă ca marginea superioară a celui de-al doilea cartilaj costal drept, descriind o ușoară curbă în cursul său și fiind situat, la aproximativ 6 centimetre (2,4 in) spatele suprafeței posterioare a sternului. Lungimea totală este de aproximativ 5 centimetre (2,0 in) .

### Componente
Rădăcina aortică este porțiunea aortei care începe de la inelul aortic și se extinde până la joncțiunea sinotubulară. Uneori este privită ca o parte a aortei ascendente,  și uneori considerată ca o entitate separată de restul aortei ascendente. 
Între fiecare comisură a valvei aortice și opusă cuspizelor valvei aortice, se găsesc trei mici dilatații numite sinusuri aortice.
Joncțiunea sinotubulară este punctul din aorta ascendentă unde se termină sinusurile aortice și aorta devine o structură tubulară.

### Mărimea
Un diametru aortic toracic mai mare de 3,5 cm este considerat în general dilatat, în timp ce un diametru mai mare de 4,5 cm este în general considerat a fi un anevrism aortic toracic .  Totuși, diametrul mediu al populației variază în funcție de vârstă și sex. Limita superioară a intervalului de referință standard al aortei ascendente poate fi de până la 4,3 cm în rândul persoanelor în vârstă. 

## Relații
La unirea aortei ascendente cu arcada aortică, calibrul vasului este mărit, datorită unei umflături a peretelui drept.
Această dilatație este denumită bulbul aortei, iar pe secțiunea transversală prezintă o figură oarecum ovală.
Aorta ascendentă este cuprinsă în pericard și este închisă într-un tub al pericardului seros, comun acestuia și arterei pulmonare.
Aorta ascendentă este acoperită la începutul său de trunchiul arterei pulmonare și de auricula dreaptă și, mai sus, este separată de stern de pericard, pleura dreaptă, marginea anterioară a plămânului drept, unele țesut areolar liber., și rămășițele timusului; posterior, se sprijină pe atriul stâng și artera pulmonară dreaptă.
Pe partea dreaptă, este în relație cu vena cavă superioară și atriul drept, prima situându-se parțial în spatele ei; pe partea stângă, cu artera pulmonară.

## Ramuri
Singurele ramuri ale aortei ascendente sunt cele două artere coronare care alimentează inima; ele apar aproape de începutul aortei din sinusurile aortice care sunt opuse valvei aortice.

## Semnificația clinică
Porcelain aorta este o calcificare aterosclerotică extinsă a aortei ascendente.  Îngreunează intervenția chirurgicală aortică, în special prinderea încrucișată a aortică, iar inciziile pot duce la leziuni aortice excesive și / sau embolie arterială . 

## Imagini suplimentare

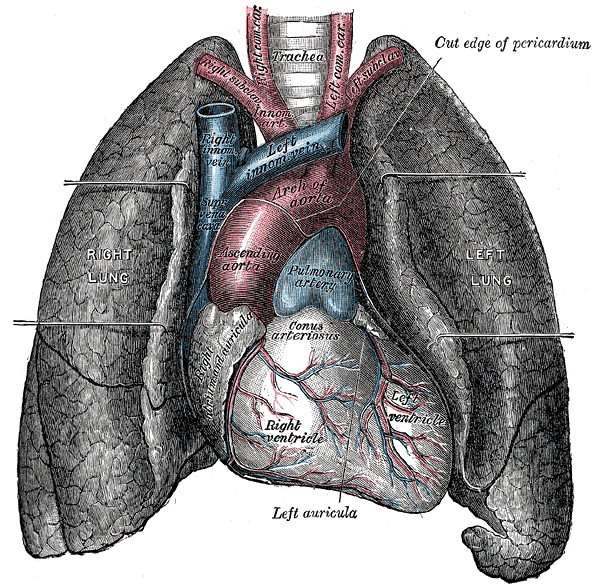
Vedere frontală a inimii și plămânilor.
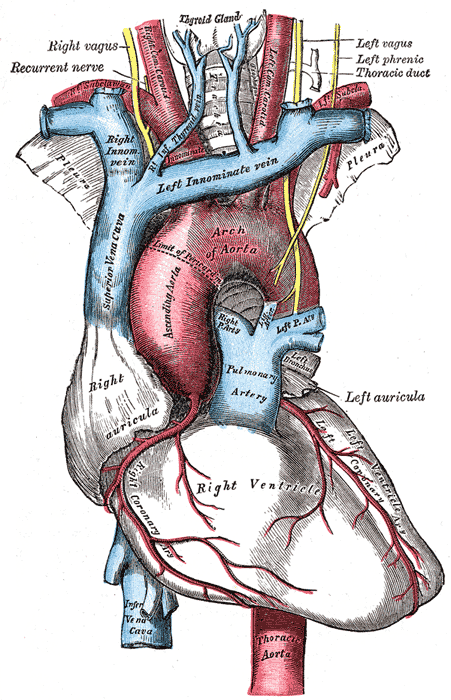
Arcul aortei și ramurile sale.
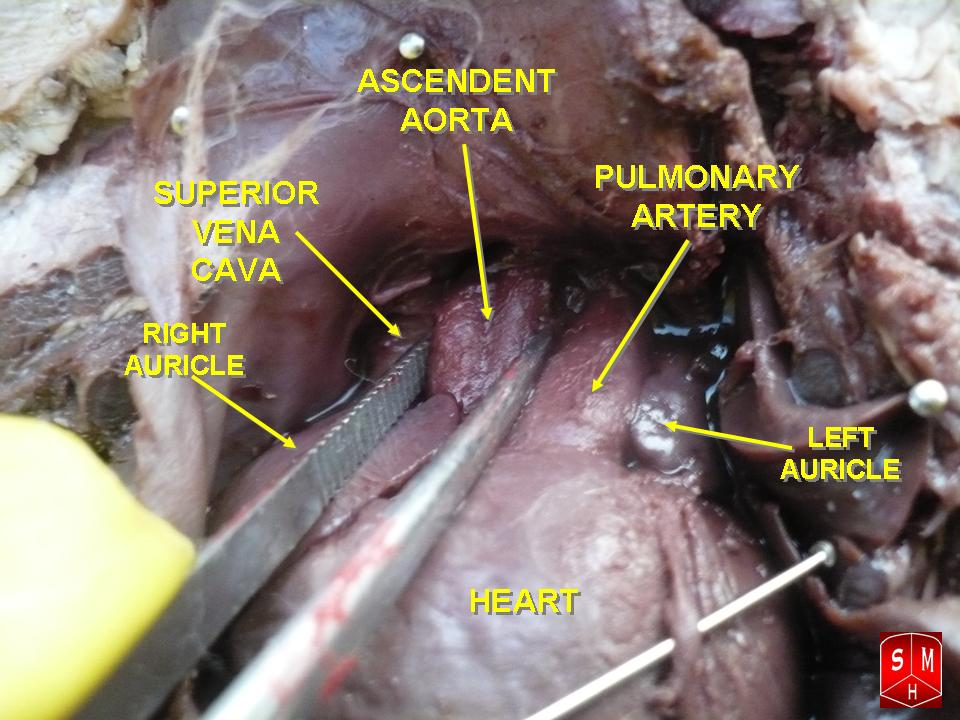
Aorta ascendentă fetală
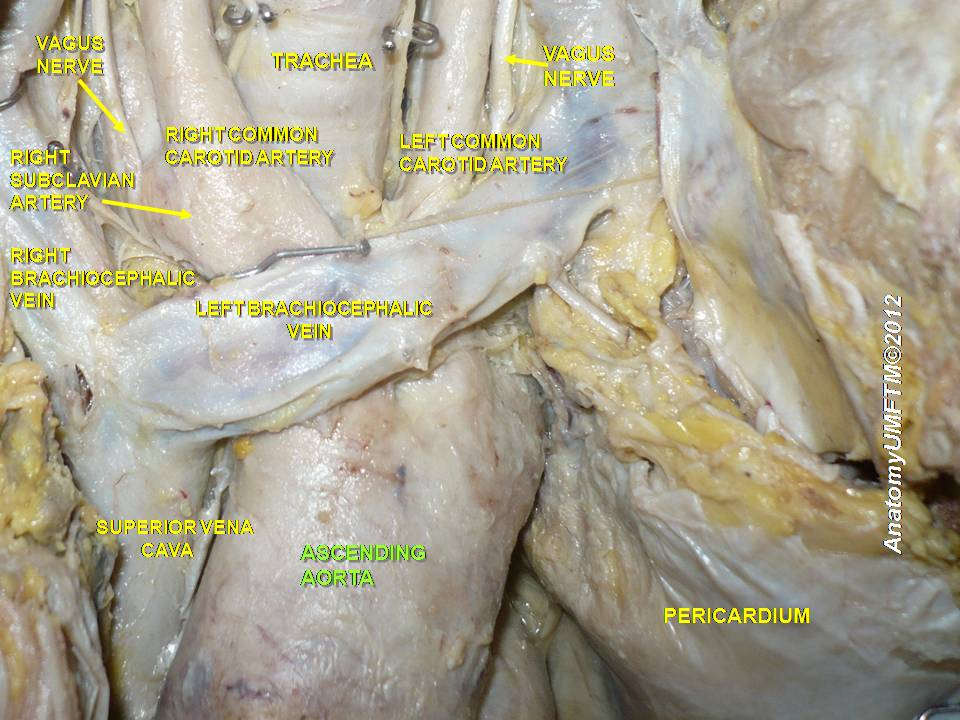
Aorta ascendentă
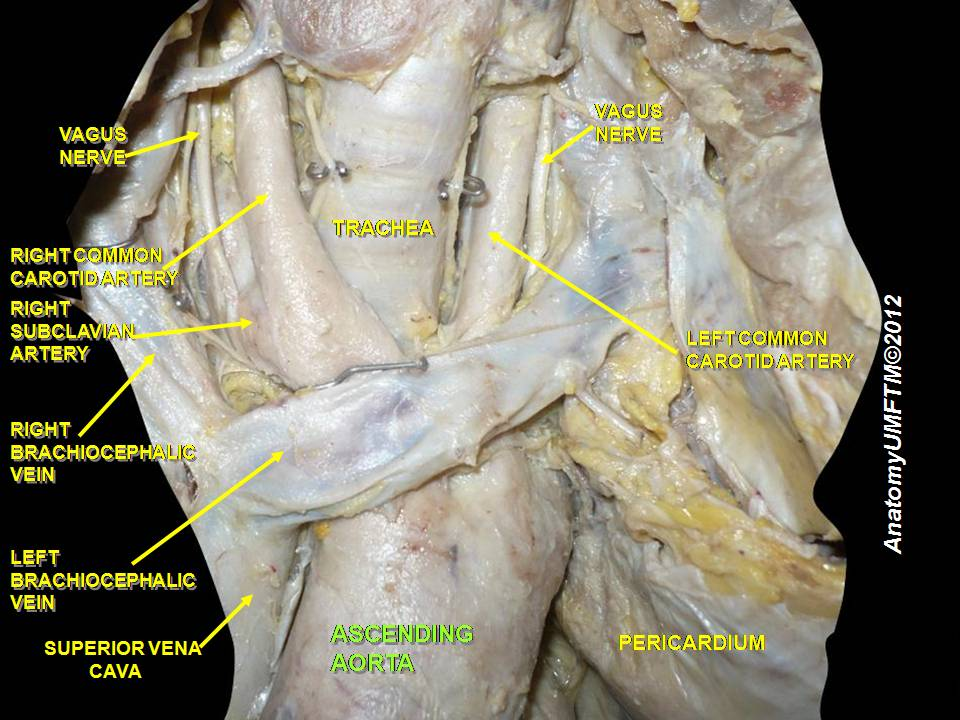
Aorta ascendentă
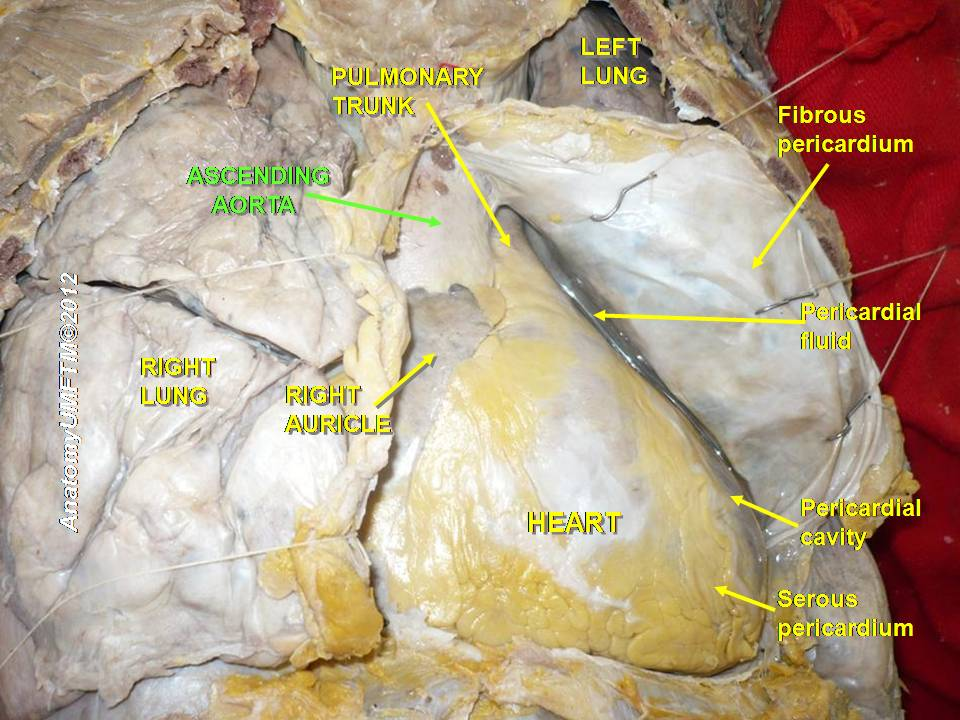
Aorta ascendentă
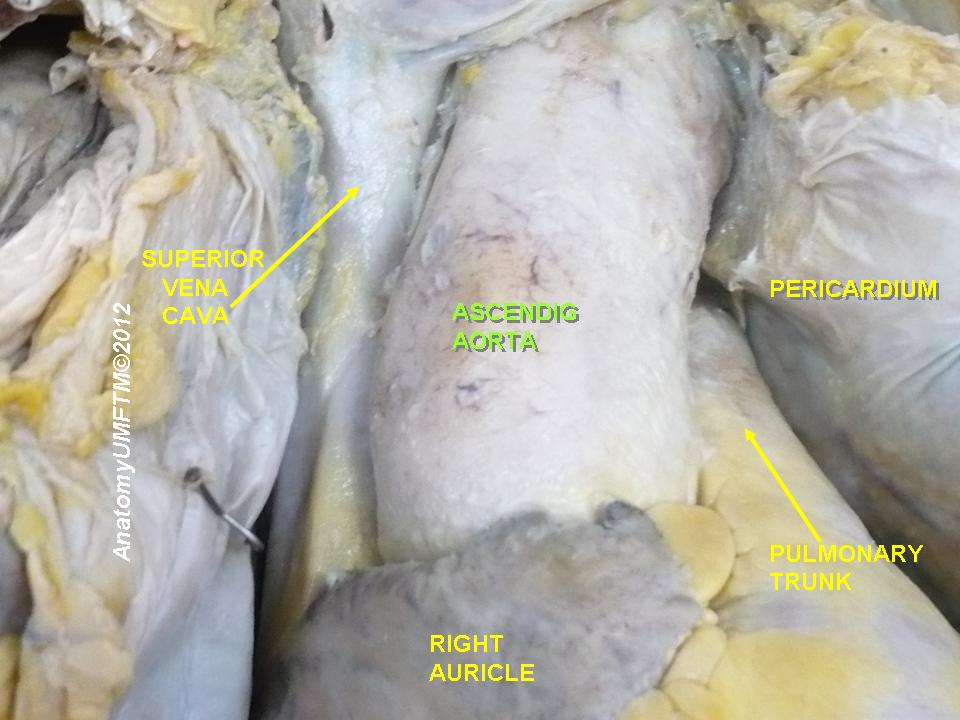
Aorta ascendentă
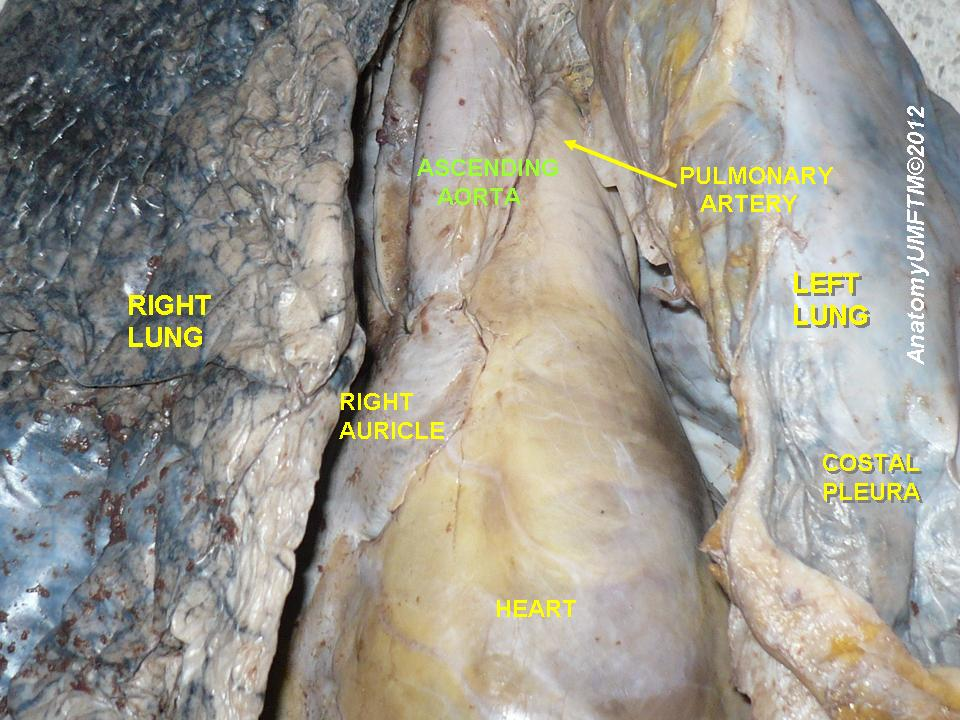
Aorta ascendentă
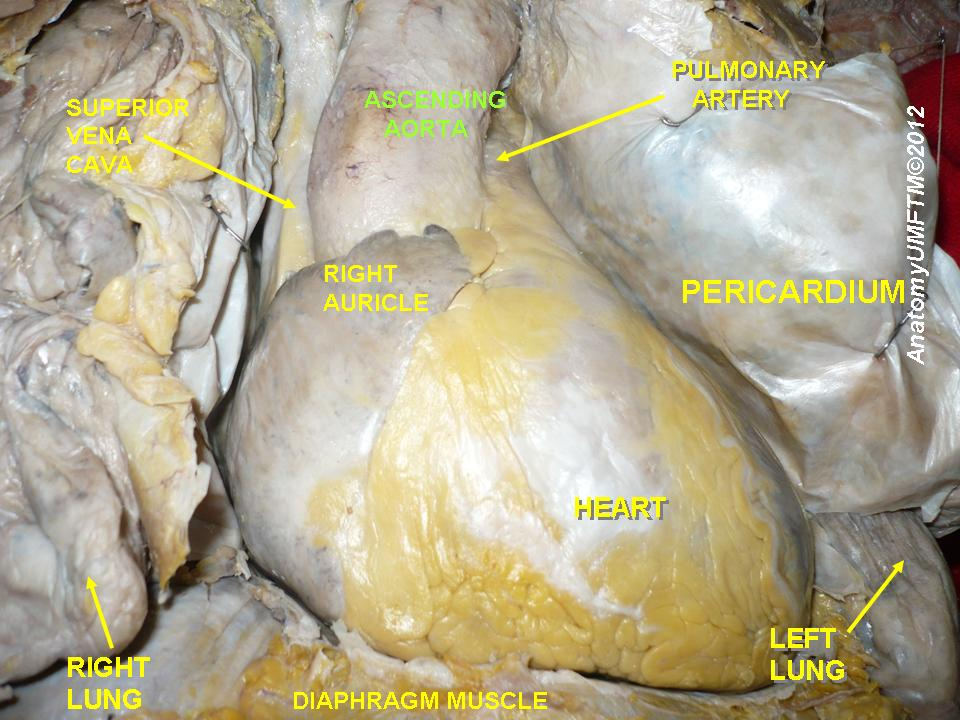
Aorta ascendentă
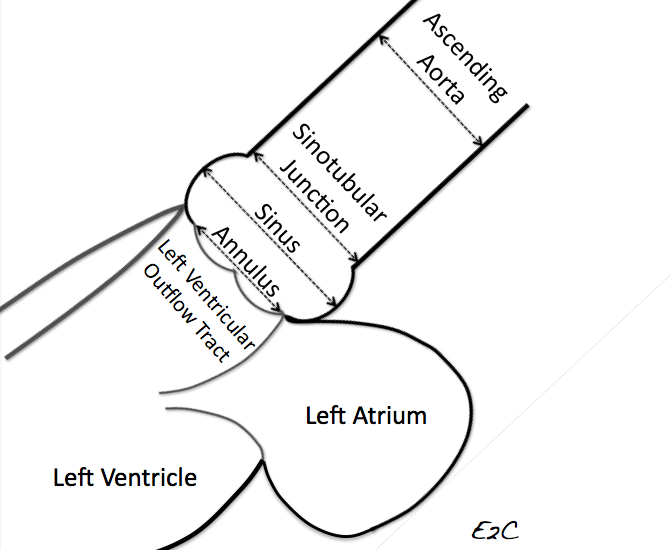
Aorta ascendentă